# ميل أرنولد
ميل أرنولد هو سياسي كندي، ولد في 1958. حزبياً، نشط في حزب المحافظين الكندي. في الانتخابات الفيدرالية الكندية 2015، انتخب عضو مجلس العموم الكندي عن دائرة North Okanagan—Shuswap ‏ وقد انضم خلال فترته النيابية ‏ (19 أكتوبر 2015 – )  للكتلة البرلمانية حزب المحافظين الكندي.

## وصلات خارجية
- الموقع الرسمي